# Synagoga w Sokołowie Podlaskim
Synagoga w Sokołowie Podlaskim – synagoga znajdująca się w Sokołowie Podlaskim przy ulicy Długiej 29 (w drugiej połowie lat 30 ulica nosiła nazwę Bronisława Pierackiego).
Synagoga została zbudowana w 1845 roku. Podczas II wojny światowej, po wkroczeniu wojsk niemieckich do Sokołowa Podlaskiego w 1941 roku, wnętrze synagogi zostało zdewastowane. Po zakończeniu wojny budynek został przebudowany przez Spółdzielnię Samopomoc Chłopska na sklep, który mieści się w nim do dziś.
11 kwietnia 2005 roku na mocy ustawy z 1997 roku o restytucji mienia żydowskiego, za budynek synagogi Gminie Wyznaniowej Żydowskiej w Warszawie przyznane zostało odszkodowanie w wysokości 103 800 złotych, ponieważ stan prawny uniemożliwiał zwrot nieruchomości w naturze.
Murowany i orientowany budynek synagogi wzniesiono na planie prostokąta, z kwadratową dobudówką od północy, w której pierwotnie mieścił się cheder. Pierwotnie we wschodniej części znajdowała się główna sala modlitewna do której wchodziło się przez przedsionek, nad którym, na piętrze znajdował się babiniec.